# Parroquia de Saint Andrew (Barbados)
Saint Andrew es una parroquia de Barbados situada al noreste de la isla. En ella se encuentra el punto más alto de Barbados, el Monte Hillaby con 336 metros de altura.
Aporta 2 diputados a la Asamblea de Barbados.
- Datos: Q1647439
- Multimedia: Saint Andrew, Barbados / Q1647439